# Maria Poulsen
Maria Poulsen (født 29. oktober 1984) er en dansk curlingspiller.
Poulsen repræsenterede landet under Vinter OL 2014 i Sotji, hvor hun blev nummer 6 med det danske hold.